# Фаустина (супруга Констанция II)
Фаустина (около 347 — IV век) — третья супруга императора западной части Римской империи Констанция II. Основным источником сведений о ней является хроника Аммиана Марцеллина. Другие её имена и происхождение неизвестны.
Констанций женился на Фаустине в Антиохии в 361 году, после смерти своей второй жены Евсевии в 360 году. Аммиан пишет, что брак состоялся, когда Констанций зимовал в Антиохии, отдыхая от продолжающихся римско-персидских войн. «В это же время Констанций принял жену Фаустину, давно потеряв Евсевию».
Она была беременна, когда Констанций умер 3 ноября 361 года, а затем родила посмертную дочь Флавию Максиму Фаустину Констанцию, единственного ребёнка императора. Констанция позже вышла замуж за императора Грациана.
28 сентября 365 годе Фаустина присутствовала при коронации Прокопия в Константинополе. Присутствие на церемонии Фаустины и её маленькой дочери позволяет предположить, что Прокопий был законным наследником династии Константина, которая до сих пор почиталась.
Аммиан считает, что Прокопий с Фаустиной и Констанцией на своей стороне заслужил доверие народа и поддержку против Валента II.
После битвы при Фиатире и смерти Прокопия в 366 году Фаустина исчезает из истории.